# 科学的証拠
科学的証拠（かがくてきしょうこ）または科学的根拠（かがくてきこんきょ、英語: Scientific evidence）は、科学的理論や仮説を支持したり反論したりする働きをする証拠である（外来語としてエビデンスと呼ぶこともある）。そのような証拠は科学的方法に従う経験的証拠や解釈になっていることを期待される。科学的証拠の基準は探求の分野により違うが、科学的証拠の信頼性は概して統計学的分析または対照研究の結果の信頼性に基づいている。

## 推論の原則
人のもつ観察と仮説の関係についての思い込みや信念は、その人が観察したものを証拠とみなすかどうかに影響する。この思い込みや信念は人がどのように観察を証拠として利用するかにも影響する。たとえば、地球があたかも動いてないように見えることは地球中心の宇宙論（天動説）の証拠として受け取れるかもしれない。しかし、太陽中心の宇宙論（地動説）の十分な証拠が示され、地球があたかも動いていないように見えるわけが説明されれば、初期の観察は証拠としては強く割り引かれる。
理性的な観察者たちがそれぞれ違った背景の信念を持つ場合、同じ科学的証拠から違った結論を導く可能性がある。たとえば、フロギストン説に立っていたジョゼフ・プリーストリーは、酸化水銀(II)の分解に関する彼の観察を燃素を用いて説明した。対照的に、元素の理論を構築していたアントワーヌ・ラヴォアジエは、同じ観察を酸素に言及することで説明した。観察を証拠として導くような観察と仮説の間の因果関係は存在せず、因果関係はむしろ、観察を証拠として確立しようとする人間により提供されることに留意すべきである。
より正式な背景にある、信念の効果を特徴づける方法はベイズ推定ではない。ベイズ推定では、信念は人の自信を示す確率（パーセンテージ）で表される。最初の確率（事前確率）からはじめて、それから証拠を観察したあとにその確率をベイズの定理を使って更新していく。結果として、事前確率（結論に関連した事前の観察）が違うなら、二人の独立した同じ現象の観察者は理性的に違った結論へ到達する。しかし、二人が互いにコミュニケーションを許されれば、最終的に合意に到達することができる。（オーマンの合意定理による）。
どの観察が証拠になるかを決めるかについての背景にある信念の重要性は三段論法などの演繹に見られる。もし、命題のどれかが真でないとされれば、結論も真ではないとされる。

## 科学的証拠の実用性
古くは、カール・ポパーなどの哲学者は科学的証拠が中心的役割をになう科学的方法についての影響力のある理論を提供した。要約すると、ポパーは科学者は創造的に理論を作るが、その理論は証拠やよく知られた事実に反するときに反証されると主張した。ポパーの理論は、理論と矛盾する事実を立証することで、証拠は理論が間違いであることを示せるという非対称性を提示した。反対に、理論と矛盾するまだ見つかっていない他の証拠が存在するかもしれないので、証拠は理論が正しいことを証明できない。
21世紀に入り医学において支配的となった根拠に基づく医療の考え方では、医学や健康科学の問題を考えるにあたり、科学的方法に従う経験的証拠が重視されるようになった。

## 哲学的見方 vs 科学的見方
哲学のコミュニティは、証拠と仮説の関係を調べることにより科学的証拠の論理的要求を研究したが、研究の対象の事実と文脈に注目する科学的アプローチとは対照的だった。科学的アプローチの例として、ウィリアム・ベクテルは、（データの明晰さ、他者による再現性、他の方法で得られた結果との整合性・ありえそうな理論との一貫性）の要因を、観察が科学的証拠とみなされるかどうかを決めるのに有用だとした。
ある観察が証拠と見なされるかどうかについてはたくさんの哲学的アプローチがあり、多くのアプローチは証拠と仮説の関係を重視する。ルドルフ・カルナップは、アプローチを3つのカテゴリーに分けることを薦めている。分類（証拠が仮説を裏付けるかどうか）比較（証拠が他の仮説よりも最初の仮説を支持するかどうか）定量（証拠が仮説を支持する度合い）の3つである。ピーター・アチンスタインは証拠について論じた著名な哲学者として、以下の人々を挙げている。カール・ヘンペル（ヘンペルのカラス）とネルソン・グッドマン（グルーのパラドックス）とR. B. Braithwaiteとノーウッド・ラッセル・ハンソンとウェスレイ・C・サーモンとClark Glymourとルドルフ・カルナップ。
チャーチ＝チューリングのテーゼの哲学的前提に基づいて、証拠の評価に対する数学的基準が推測されたが、その数学的基準は「証拠のもっとも単純で包括的な記述がもっとも正しい可能性が高い」というオッカムの剃刀のアイデアと似ていた。数学的基準は、公式的には「理想的な原則は、仮説に関連する事前確率は、アルゴリズム的普遍確率によって与えられるべきであり、モデルの対数普遍確率とモデルに与えられたデータの確率の対数の和が最小にされるべきであると述べている」とする。
公開されたカリフォルニア大学バークレー校の「科学を理解する 101」のカリキュラムによると、「仮説と理論の検証は科学のプロセスの核である」。この科学の本質としての「仮説検証」に対する哲学的信念は科学者と哲学者のあいだに広く見られる。この仮説はすべての科学者の活動や科学的目的を考慮に入れているわけではないと述べることは重要である。たとえば、ガイガーとマースデンが金箔でアルファ粒子を散乱させたとき、彼らの実験アドバイザーのアーネスト・ラザフォードは実験結果からかなり正確に原子核の質量とサイズを算出した。仮説は必要とされなかった。継続的にメディアに物理的性質とプロセスを測ってきた科学者について書いているローレンス・クラウスなどの物理学者によって、科学についてのより一般的な見解が提供されるかもしれない。

## 医学において
医学の根拠（エビデンス）は3つに分類される。
1. 直観派、伝統的な専門家
2. メカニズム派：特定の原因が病気を発生させており、決定論的に病気が進行するという、クロード・ベルナールを代表とする実験医学の研究者の考え方。
3. 数量化派：人間の患者を集団として扱い、統計学的に分析を行うもので、疫学を発展させた。

科学が出現した欧州でも数量化の重要性はなかなか理解されてこず、いずれも重要ではあるが20世紀後半には数量化が優先されるという合意が形成された。根拠に基づく医療では、インスピレーションや思い付き、あるいは自分の経験を自己流に用いる系統的でない臨床経験、またメカニズム（発生機序）や動物実験からの病態生理学的な合理付けは重要視されない。対して、2010年代の日本では、3つの根拠がばらばらのままで、メカニズムが重要であると信じる医学研究者や医師が多いままである。世界の医学研究が人間での研究に移行することが多くなっているのに対し、日本では実験室での基礎研究に留まっていることが多いという違いを生み出している。
医学の国際雑誌では、メカニズムに基づく仮説から有効そうでも、実際の臨床試験において効果がなかったという多くの事例を比較する記事が掲載されることがあり、このようにメカニズムを飛躍させる考えは多くの誤った推定を生み出してきた。例えば、病原菌が原因だというメカニズムが解明されていなくてもコレラは当初飲み水が原因だと判明したし、がんの発がんメカニズムも明確でないものが多い。メカニズム派のように、原因と結果を逐一細かに説明できることが科学的であると信じる要素還元主義者、あるいは決定論者も多いが、実際には病気には多くの原因があり、すべてを分子レベルまで還元して解明することは難しいことである。

## 科学的証明の概念
一般向けのメディアでは「科学的証明」というフレーズはよく使われるが、多くの科学者は実際にはそんなものはないと主張する。たとえば、カール・ポパーはかつて「我々に世界についての情報を与えるだけである経験科学においては証明は発生しない、もし証明という言葉をある理論の真理を永遠に確立する議論という意味で使うならば。」と書いた。アルベルト・アインシュタインは以下のように言った。
科学の理論家というのは羨まれるようなものではない。自然が、より正確に言うなら実験が、理論家の仕事の避けられない、あまり友好的でない審査員だ。実験は、理論に対して決して「正しい」と言わない。もっとも賛同するときに、「正しいかもしれない」と言う。ほとんどのときは「間違っている」と言うだけだ。実験が理論に一致するとき、実験は後者の「正しいかもしれない」をくれる。実験が理論に一致しないときは、「間違っている」をくれる。おそらく、すべての理論はいつか「間違っている」を経験する。ほとんどの理論は理論ができてすぐに「間違っている」を経験する。